# Elementi del periodo 2
Un elemento del periodo 2 è uno degli elementi chimici nella seconda riga (o periodo) della tavola periodica degli elementi.
Essi sono:
| Gruppo   | 1    | 2    | 3 | 4 | 5 | 6 | 7 | 8 | 9 | 10 | 11 | 12 | 13  | 14  | 15  | 16  | 17  | 18    |
| # Nome   | 3 Li | 4 Be |   |   |   |   |   |   |   |    |    |    | 5 B | 6 C | 7 N | 8 O | 9 F | 10 Ne |
| e−-conf. |      |      |   |   |   |   |   |   |   |    |    |    |     |     |     |     |     |       |

| Metalli alcalini            | Metalli alcalino terrosi | Lantanoidi  | Attinoidi | Metalli di transizione |
| Metalli di post-transizione | Metalloidi               | Non metalli | Alogeni   | Gas nobili             |

Dal punto di vista della struttura atomica in questi elementi avviene il progressivo riempimento degli orbitali 2s (in litio e berillio) e degli orbitali 2p (nei sei rimanenti elementi da boro a neon). 
Il periodo 2, chiamato normalmente anche secondo periodo, è il primo della tavola periodica per il quale abbia senso parlare di proprietà periodiche degli elementi considerati. Il periodo 1 infatti contiene solo due elementi (idrogeno e elio) ed è quindi impossibile trarre andamenti significativi, tanto più che la collocazione dell'idrogeno nella tavola periodica è dovuta a motivi convenzionali e sono state proposte varie possibilità.

## Andamenti generali delle proprietà degli elementi del periodo 2

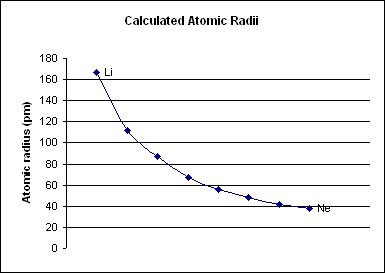
Raggi atomici calcolati per gli elementi del periodo 2 (picometri).

Negli elementi del periodo 2 al crescere del numero atomico si osservano le attese variazioni delle proprietà periodiche, cioè delle proprietà fisiche e chimiche dei vari elementi. Ad esempio, si osserva una diminuzione del raggio atomico (figura) e aumenti dei potenziali di ionizzazione, dell'elettronegatività e dell'affinità elettronica.
Riguardo al comportamento chimico, in generale si possono fare le seguenti considerazioni. Gli elementi del periodo 2 vanno da litio a neon. I sette elementi da litio a fluoro sono i primi elementi dei loro gruppi. Questi sette elementi hanno varie proprietà in comune con i loro congeneri più pesanti, dato che hanno la stessa configurazione elettronica esterna, ma molto spesso mostrano anche differenze notevoli. Ad esempio, ossigeno e azoto sono gas formati da molecole biatomiche (O2 e N2), mentre zolfo e fosforo sono solidi con molecole poliatomiche o catene (ad es. S8 e P4). In pratica, nei gruppi 13-16 il primo elemento del gruppo si differenzia notevolmente dai congeneri più pesanti, e quindi non è utile considerare boro, carbonio, azoto e ossigeno come prototipi di comportamento del rispettivo gruppo. I gruppi 1 e 17 sono invece più omogenei, nel senso che i primi elementi (litio e fluoro) mostrano più strette analogie con gli altri elementi del loro gruppo. Il gruppo 2 è in una situazione intermedia: il berillio è ancora abbastanza simile ai congeneri più pesanti, ma le differenze sono più marcate rispetto ai gruppi 1 e 17.

### Stabilità di cationi e anioni[2][3]

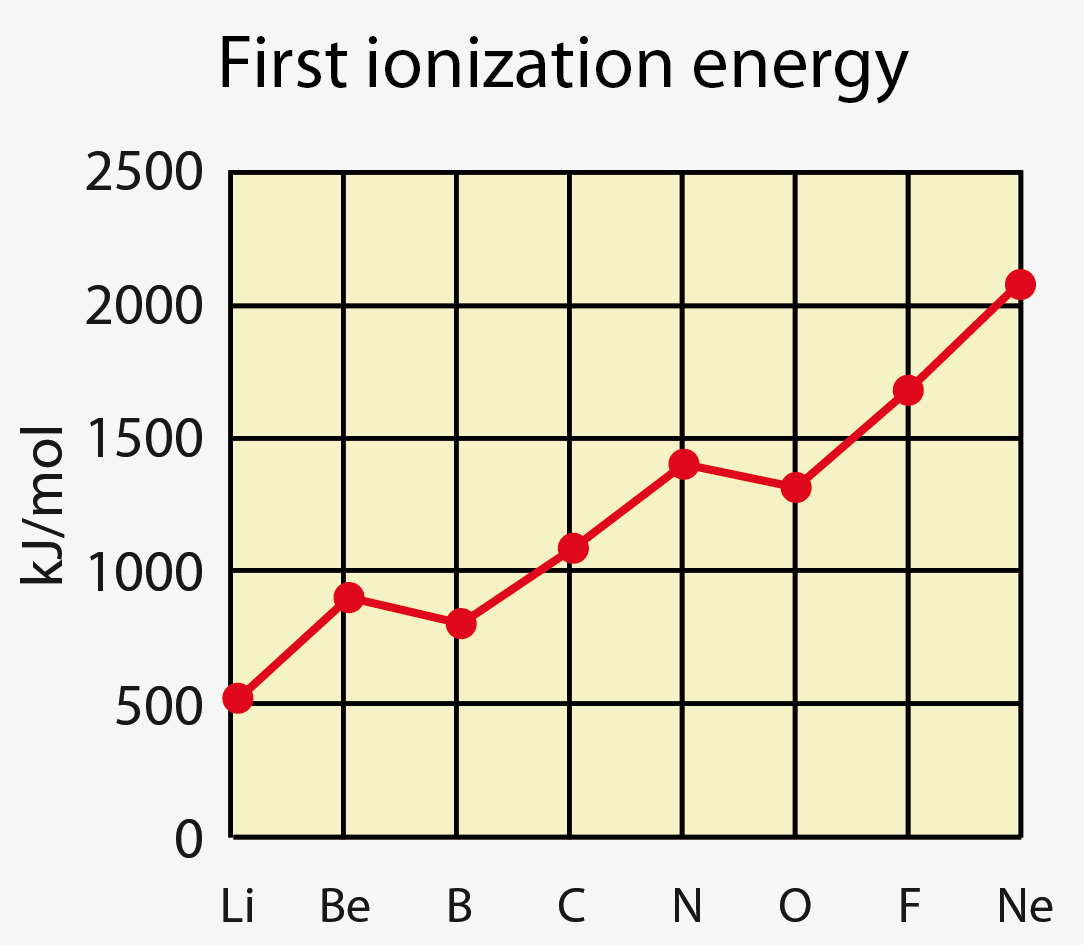
Energia di prima ionizzazione negli elementi del periodo 2.

Lungo il periodo si osserva una progressiva variazione della stabilità di cationi e anioni dei vari elementi. Il motivo di questo andamento si può desumere considerando come varia l’energia di prima ionizzazione negli elementi lungo il periodo (figura). Per il litio il valore è basso, 5,392 eV (520,2 kJ/mol), ed è quindi piuttosto facile formare lo ione Li+, che si può osservare sia allo stato solido che in soluzione. Queste considerazioni rendono anche conto della grande reattività del litio verso ossigeno, azoto, acqua e altri elementi.
Per il berillio, l’energia di prima ionizzazione è già più elevata, 9,322 eV (899 kJ/mol) rispetto al litio, e quella di seconda ionizzazione lo è ancora di più 18,21 eV (1.757 kJ/mol). Per questo motivo la perdita di due elettroni per formare Be2+ avviene solo con gli elementi più elettronegativi, tanto che anche in BeF2 i legami hanno un apprezzabile grado di covalenza.
Negli elementi successivi le energie di ionizzazione diventano così alte da rendere impossibile la formazione del catione semplice. Come si nota nella figura, i valori dell'energia di ionizzazione di boro, carbonio e azoto aumentano regolarmente, ma sono più bassi di quanto previsto estrapolando i valori di litio e berillio. Ciò si deve al fatto che gli elettroni in orbitali p sono schermati dagli elettroni s e sono quindi rimossi con meno difficoltà. La figura mostra un’altra discontinuità tra azoto e ossigeno, interpretabile considerando che nell'azoto il livello 2p è semipieno, con la stabilità connessa all'energia di scambio elettronico (regola di Hund) di un sottoguscio semiriempito, mentre in ossigeno, fluoro e neon gli elettroni aggiunti entrano in orbitali che contengono già un elettrone, per cui la loro rimozione è in tal senso parzialmente favorita.
Per il boro non si osserva una chimica del catione semplice, ma si hanno legami covalenti in composti come gli ossoanioni e altrettanto covalenti negli idruri. 
Con il carbonio iniziano a formarsi anioni, anche se poco comuni ed instabili come C22–, derivanti dall'acetilene. 
L'azoto ha affinità elettronica negativa, sebbene di valore molto piccolo, come risultato della stabilità del sottoguscio semipieno 2p3 che l'aggiunta di un ulteriore elettrone distruggerebbe. Di conseguenza, composti formulabili come contenenti formalmente anioni N3– hanno una certa stabilità solo quando si trovano in nitruri di metalli molto elettropositivi (es. Li3N, Mg3N2). La stabilità degli anioni continua a crescere continuando verso destra nel periodo. L'ossigeno ha prima affinità elettronica positiva (1,439 eV), ma la seconda è negativa. Anche per questo, lo ione ossido non può esistere in soluzione acquosa, come si vede da queste reazioni:
O2– + H2O  →  2 OH–     K > 1022
F– + H2O  →  HF + OH–     K = 10–7
e gli ossidi a carattere decisamente ionico si trovano tra quelli dei metalli alcalini e alcalino-terrosi e dei lantanidi. L'affinità elettronica del fluoro è decisamente più alta (3,401 eV) e così i fluoruri metallici sono quasi tutti ionici.

### Formazione di legami singoli, doppi e tripli[2][3]
Il carbonio è il primo non metallo del secondo periodo e la sua chimica è dominata da legami singoli, doppi e tripli, con sé stesso o con azoto, ossigeno o altri elementi. Il carbonio è unico nella sua capacità di formare catene di legami C–C ripetuti di lunghezza qualsiasi (catenazione). Il carbonio, assieme all’azoto e all’ossigeno, può anche formare facilmente legami pπ-pπ, date le loro piccole dimensioni atomiche. Questo rende possibile la vasta chimica del carbonio associata ai legami multipli.
L’azoto gassoso è formato da molecole N≡N assai poco reattive, perché il triplo legame è molto stabile:
N2 (g)  → 2 N (g)     ∆H = 945 kJ/mol
I composti dell’azoto di solito sono covalenti e contengono prevalentemente legami singoli e doppi e in alcuni casi tripli, come ad esempio nello ione cianuro (C≡N–) e diazonio (−N+≡N).

Diagramma di orbitali molecolari della molecola di ossigeno (al centro) formati a partire dagli orbitali atomici dei due atomi di ossigeno (ai lati). Gli orbitali molecolari a energia più elevata sono di tipo π^{*} e contengono due elettroni spaiati.

A confronto con l’azoto, anche l’ossigeno gassoso forma molecole biatomiche, ma queste sono molto reattive, sia perché il legame è più debole (ordine di legame 2, invece che 3 in N2):
O2 (g)  → 2 O (g)     ∆H = 496 kJ/mol
e sia perché la molecola O2 è un biradicale, e quindi la molecola è paramagnetica, con due elettroni spaiati (vedi diagramma degli orbitali molecolari). Molta chimica dell’ossigeno coinvolge legami covalenti, anche multipli, ma nei solidi sono presenti vari anioni ben definiti: O2–, O2– e O22– (ossido, superossido e perossido). Esiste inoltre l'importante ione idrossido OH–, sia in solidi che in soluzione acquosa.
Il fluoro gassoso forma molecole biatomiche molto reattive a causa della bassa energia di legame in F2. Lo ione fluoruro esiste in composti ionici, ma il fluoro dà luogo anche a composti covalenti X–F; , data l’alta elettronegatività del fluoro, questi ultimi i legami sono più polari di quelli formati dagli alogeni inferiori (Cl, Br, I).
Gli elementi appartenenti al periodo 2 devono obbedire alla regola dell'ottetto, dato che hanno a disposizione solo quattro orbitali (2s, 2px, 2py, 2pz); di conseguenza possono essere impegnati al massimo in quattro legami complessivi: 4 singoli, 2 singoli e 1 doppio, 2 doppi, o 1 singolo e 1 triplo. Questa limitazione non c’è più a partire dal periodo successivo dove, oltre agli orbitali 3s e3p, sono disponibili anche gli orbitali 3d vuoti aventi energia non troppo alta. Un esempio tipico è quello del confronto tra azoto e fosforo. Usando il formalismo della teoria del legame di valenza, il fosforo ha configurazione elettronica 3s23p33d0, e dunque con tre elettroni spaiati può fare tre legami, come ad esempio in PCl3. Il fosforo può effettuare una promozione elettronica allo stato di valenza 3s13p33d1 con cinque elettroni spaiati; ciò richiede poca energia, facilmente compensata dalla formazione dei due legami aggiuntivi (PCl5). Inoltre, il fosforo può utilizzare gli altri orbitali d vuoti per accettare coppie di elettroni da basi di Lewis, come succede ad esempio in PF6–. Per confronto, l’azoto ha configurazione elettronica 2s22p3, e con tre elettroni spaiati può fare tre legami (NH3), ma non ha modo di avere cinque elettroni spaiati.
Per il carbonio la promozione da 2s22p2 a 2s12p3 fornisce la possibilità di fare quattro legami covalenti. Procedendo verso destra nel periodo, gli elementi hanno sempre meno elettroni spaiati disponibili, e diminuisce quindi il numero di legami covalenti possibili: NH3, H2O, HF. Anche spostandosi dal carbonio verso sinistra diminuisce il numero di legami covalenti possibili, perché non ci sono abbastanza elettroni da spaiare: BCl3, BeH2, LiH.

### Acidità e basicità secondo Lewis[2][3]
Quando in un composto l’ottetto è completo e ci sono coppie elettroniche non condivise, il composto può agire da base di Lewis. I composti di azoto hanno normalmente una coppia non condivisa (ad esempio NH3), mentre i composti di ossigeno ne hanno due (ad esempio H2O). Normalmente solo una coppia può essere donata ad un acido di Lewis. Così, da specie tipo NR3 è facile formare cationi di ammonio quaternario tipo NR4+, e in acqua è facile ottenere H3O+, ma l’ossigeno non forma quattro legami covalenti.
Interazioni acido base secondo Lewis si hanno anche in composti elettron deficienti, cioè che hanno meno di otto elettroni esterni; questi tendono ad agire da acidi di Lewis in modo da completarlo. Questo comportamento si osserva ad esempio nel berillio e nel boro. Composti tipo BeX2 si combinano con basi di Lewis formando specie tipo BeX2L2, e composti tipo BF3 si legano a specie di azoto o ossigeno come NH3, NR3, H2O, Et2O, ecc. formando addotti:
NH3 + BF3 → H3+N––BF3
Et2O + BF3 → Et2+O––BF3
Interazioni donatore-accettore non sono limitate a elementi del periodo 2, ma possono avvenire tutte le volte che ci sono orbitali vuoti (acidi di Lewis) e coppie non condivise (basi di Lewis). Composti di molti elementi possono comportarsi da accettori, ma i composti che agiscono da basi di Lewis hanno in genere come atomi donatori:
- azoto, fosforo e arsenico tricoordinati (NR3, PR3, AsR3)
- ossigeno e zolfo dicoordinati (H2O, RS–)
- gli ioni alogenuro e pseudoalogenuro (CN–, SCN–)
- lo ione idruro e i carbanioni come CH3– e C6H5–.

### Stati di ossidazione[2][3]

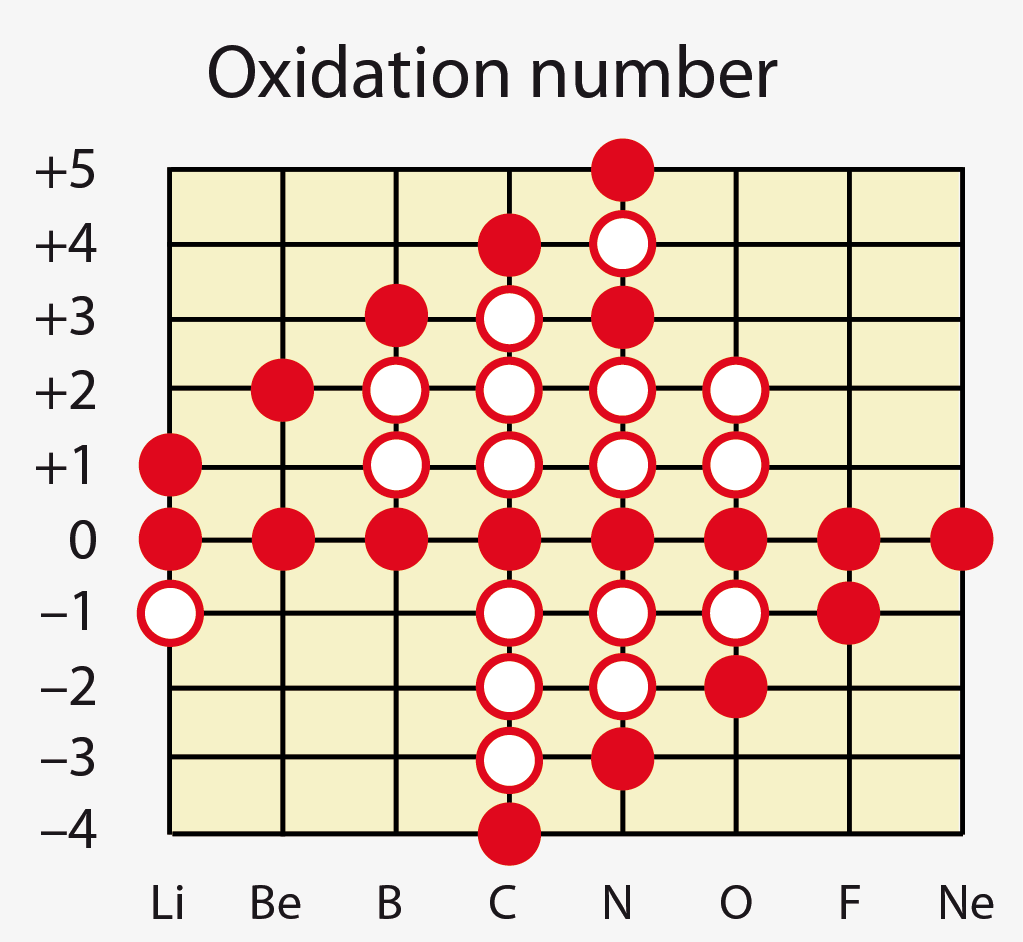
Numeri di ossidazione negli elementi del periodo 2. I numeri di ossidazione più comuni sono indicati dai punti rossi pieni.

Per quanto riguarda gli stati di ossidazione, questi dipendono dalla tendenza a raggiungere una configurazione elettronica esterna di gas nobile, e sono quindi correlati col numero del gruppo (vedi figura). Nel blocco s la situazione è semplice, dato che il numero di ossidazione (oltre all’ovvio valore zero) è sempre positivo e uguale al numero del gruppo. Per gli elementi del blocco p (esclusi i gas nobili) la situazione si complica. I numeri di ossidazione più ovvi nei gruppi 13-15 si ottengono come (numero del gruppo – 10) e corrispondono alla rimozione formale di tutti gli elettroni esterni. Per i gruppi 16 e 17 bisogna invece fare (numero del gruppo – 18), che corrisponde all’acquisto formale degli elettroni mancanti per raggiungere l’ottetto. Gli elementi del blocco p possono però avere anche altri numeri di ossidazione per vari motivi:
- Il segno (positivo o negativo) è dovuto alla definizione del numero di ossidazione, che dipende dall’elettronegatività degli atomi che fanno parte del composto. Ad esempio l’azoto avrà numero di ossidazione –3 in NH3 e +5 in HNO3. Questi due numeri sono il minimo e il massimo possibili, corrispondenti formalmente ad acquistare i tre elettroni che mancano a completare l’ottetto, e a perdere formalmente tutti gli elettroni del livello esterno.
- L’elemento può perdere o acquistare formalmente un numero inferiore di elettroni. Ad esempio nell’idrazina, H2N–NH2, l’azoto ha numero di ossidazione –2; nello ione perossido, O22–, il numero di ossidazione dell’ossigeno è –1.